# Liste der Monuments historiques in Brion-sur-Ource
Die Liste der Monuments historiques in Brion-sur-Ource führt die Monuments historiques in der französischen Gemeinde Brion-sur-Ource auf.

## Liste der Immobilien
| Bezeichnung         | Beschreibung           | Standort               | Kennzeichnung | Schutzstatus | Datum | Bild           |
| ------------------- | ---------------------- | ---------------------- | ------------- | ------------ | ----- | -------------- |
| Kirche St-Hippolyte | ab dem 15. Jahrhundert | Rue de l’Eglise (Lage) | PA00112161    | Inscrit      | 1988  | weitere Bilder |

## Liste der Objekte
| Bezeichnung                 | Beschreibung | Standort                          | Kennzeichnung | Schutzstatus | Datum | Bild |
| --------------------------- | --- | --------------------------------- | ------------- | ------------ | ----- | ---- |
| Skulptur Madonna mit Kind   | Kalkstein, farbig gefasst und vergoldet, erste Hälfte des 14. Jahrhunderts; aus dem Karmelitenkloster in Châtillon-sur-Seine | in der Kirche St-Hippolyte (Lage) | PM21000416    | Classé       | 1907  |      |
| Gemälde Heiliger Hieronymus | Ölfarbe auf Leinwand, Anfang des 17. Jahrhunderts; aus dem Karmelitenkloster in Châtillon-sur-Seine                          | in der Kirche St-Hippolyte (Lage) | PM21000417    | Classé       | 1972  |      |
| Skulptur Heiliger Hippolyt  | Holz, farbig gefasst, un 1600                                                                                                | in der Kirche St-Hippolyte (Lage) | PM21000418    | Classé       | 1976  |      |